# SeaMonkey
SeaMonkey is een opensource-internet suite voor Windows, Mac en Linux. De suite bestaat uit een webbrowser, e-mailclient, HTML-editor en een IRC-client. Het is de opvolger van de Mozilla Suite.
SeaMonkey wordt gecreëerd door een zogenaamde internetgemeenschap genaamd de SeaMonkey Council. SeaMonkey Council is het team van 8 personen dat verantwoordelijk is voor het project en voor het uitbrengen van nieuwe versies.

## Onderdelen
- Webbrowser, voor het bekijken van webpagina's
- E-mailclient, om e-mails te lezen
- Een chatprogramma, om te chatten via IRC
- Een HTML-editor (Composer), om HTML-pagina's te bewerken (Composer is een gecombineerde wysiwyg en code-editor).

## Geschiedenis
Op 10 maart 2005 kondigde Mozilla Foundation aan dat ze geen nieuwe versies van de Mozilla Internet Suite zou uitbrengen. Vanaf dat ogenblik werd er gefocust op standalone applicaties zoals Mozilla Firefox, Mozilla Thunderbird en Mozilla Sunbird.
De organisatie onderstreepte dat zij bereid waren om infrastructuur ter beschikking te stellen zodat de gemeenschap de ontwikkeling kon voortzetten. Dit houdt in dat de internet suite verder ontwikkeld wordt door de SeaMonkey Council en niet door de Mozilla Foundation zelf. De eerste versie van SeaMonkey, versie 1.0, werd uitgebracht op 30 januari 2006. Op 27 oktober 2009 volgde SeaMonkey 2.0. Versie 2.5 dateert van 22 november 2011 en kwam met verbeterd add-onbeheer, waardoor extensies en add-ons die niet expliciet zijn toegestaan uitgeschakeld worden. SeaMonkey 2.5 is gebaseerd op Gecko 8.0.1.

### Versiegeschiedenis[4]

#### 2.12
Nieuw en veranderd in versie 2.12:
- Ondersteuning voor het netwerkprotocol SPDY-versie 3.
- WebGL-verbeteringen, waaronder gecomprimeerde textures voor betere prestaties.
- Verbeterd geheugengebruik voor add-ons.
- Implementatie van de CSS-eigenschap word-break.
- Implementatie van een gebeurtenistimer met hoge precisie.
- HTML5: ondersteuning voor de audiocodec Opus.
- HTML5: ondersteuning voor het media-attribuut in de source-tag.
- HTML5: ondersteuning voor het played-attribuut in het audio- en video-element.
- Stabiliteitsverbeteringen

#### 2.13
- De reactiesnelheid van JavaScript is verbeterd door middel van incrementele garbage collection.
- CSS3: animaties, overgangen, transformaties en gradients vereisen niet langer de prefix -moz-.
- MD5 wordt niet langer ondersteund als hash-algoritme voor digitale handtekeningen.
- De Opus-codec is nu standaard ondersteund.
- CSS3: de waarde reverse voor de CSS-eigenschap animation-direction werd geïmplementeerd.[5]
- Toegewezen geheugen wordt nu getoond per tab in about:memory.
- Verschillende stabiliteitsproblemen opgelost.

#### 2.16
- Antwoord naar lijst is nu ondersteund.
- SSL-gerelateerde waarschuwingen (verlaten/binnenkomen op een beveiligde site, gemengde inhoud) worden nu weergegeven als notificatiebalken.
- De afbeeldingskwaliteit is verbeterd door middel van een nieuw HTML-schaalalgoritme.
- Canvas-elementen kunnen nu hun inhoud exporteren naar canvas.toBlob().
- CSS: @page is nu ondersteund.
- CSS: viewport-percentage lengte-eenheden geïmplementeerd.
- CSS: text-transform ondersteunt nu full-width.
- Verschillende stabiliteitsproblemen opgelost.

#### 2.18
Versie 2.18 werd nooit uitgebracht vanwege technische problemen.

#### 2.31
Versie 2.31, uitgebracht op 4 december 2014, bracht volgende wijzigingen met zich mee:
- Ondersteuning voor H.264 (MP4) op Mac OS X Snow Leopard (10.6) en nieuwer via ingebouwde api's.
- HTTP/2 (draft14) en ALPN werden geïmplementeerd.
- De mogelijkheid om een gelockt SeaMonkey-proces af te sluiten in het dialoogvenster "SeaMonkey is al actief" op Windows.
- ECDH-ondersteuning voor WebCrypto.
- De functie console.table werd toegevoegd aan de foutconsole.
- CSS-overgangen starten nu correct.
- Oplossingen voor stabiliteitsproblemen.

#### 2.32
Versie 2.32, uitgebracht op 13 februari 2015, voerde volgende wijzigingen door:
- Generationele garbage collection staat aan
- Het venster van de spellingscontrole kan nu geschaald worden (verkleinen en vergroten)
- Dynamische stijlveranderingen werken vlotter
- Ondersteuning voor HTTP Public Key Pinning Extension (voor verbeterde authenticatie bij beveiligde verbindingen).
- Brongebruik verkleind bij geschaalde afbeeldingen
- Stabiliteitsverbeteringen

#### 2.32.1
Versie 2.32.1, uitgebracht op 6 februari 2015.

#### 2.33
Versie 2.33, uitgebracht op 10 maart 2015.

#### 2.33.1
Versie 2.33.1, uitgebracht op 24 maart 2015.

#### 2.35
Versie 2.35, uitgebracht op 3 september 2015.

#### 2.38
Versie 2.38, uitgebracht op 26 september 2015.

#### 2.4x
De reeks 2.4x begon met versie 2.40 op 14 maart 2016, en liep via de versies 2.46 en 2.48 tot versie 2.49.4, uitgebracht op 27 juli 2018.

#### 2.5x
De reeks 2.5x begon met versie 2.53.1 Beta 1 op 18 januari 2020, met de eerste officiële versie op 28 februari 2020. Nadien volgden nog bijgewerkte versies.